# Клаузи
Клаузи (Klauzy) — водосховище на Білому потоці; місце розташування — округ Списька Нова Весь.
Збудовано 1781 року; 2 рази оновлювалося. Розташоване біля села Сміжани. 